# Michael Mansfield
Pour les articles homonymes, voir Mansfield.
Michael Mansfield est un avocat britannique né le 12 octobre 1941.
Se décrivant comme un « avocat radical », il participe à des procès et à des enquêtes de grande ampleur et controversés impliquant l'Armée républicaine irlandaise (IRA) comme les Six de Birmingham et le Bloody Sunday, mais aussi à la tragédie de Hillsborough, aux morts de Jean Charles de Menezes, de Dodi Al-Fayed et d'Emiliano Sala, ainsi que l'affaire McLibel.